# Кірі (1944)
«Кірі» (Kiri, яп. 桐) — ескортний міноносець Імперського флоту Японії, який взяв участь у Другій світовій війні.

## Історія створення
Корабель, який став шостим серед ескортних міноносців типу «Мацу», був закладений 1 лютого 1944 року на верфі флоту в Йокосуці. Спущений на воду 27 травня, вступив у стрій 14 серпня того ж року.

## Історія служби

### У складі ВМС Японії
Більш як два місяці після завершення «Кірі» займався тренуваннями у водах Японського архіпелагу, при цьому з 10 жовтня 1944-го його включили до 43-ї дивізії ескадрених міноносців.
18 жовтня 1944-го японський флот дістав наказ вийти в море для протидії ворожій висадці на Філіппіни. 20 жовтня «Кірі» разом зі ще 3 ескортними есмінцями та легким крейсером «Ісудзу» забезпечував прохід кораблів адмірала Одзави через протоку Бунго (між Кюсю та Сікоку), на підступах до якої традиційно діяли ворожі підводні човни. За планами японського командування з'єднання Одзави, яке мало 4 авіаносці, але лише сотню літаків, мало відвернути на себе увагу супротивника, щоб дозволити головним силам адмірала Куріти атакувати транспорти десанту. Цей план дійсно спрацював (у частині відвернення уваги) і 25 жовтня американське ударне авіаносне з'єднання зайнялось кораблями Одзави, потопивши всі його авіаносці та ряд інших кораблів у бою біля мису Енгано, втім, «Кірі» при цьому не постраждав.
9 листопада 1944-го «Кірі» та ще 4 ескортні есмінці, легкий крейсер та есмінець вирушили з Японії, маючи завдання супроводити до Маніли 2 лінкори-авіаносці. 12 листопада загін вийшов з Мако (база на Пескадорських островах у південній частині Тайванської протоки), а наступної доби на тлі чергового потужного авіаудару по Манілі командування вирішило перенаправити кораблі до островів Спратлі, де час від часу відстоювались японські кораблі. 17 листопада «Кірі» та ще один ескортний есмінець приєднались до легкого крейсера та 4 есмінців, які супроводжували з Брунею до Японії 3 лінкора. Втім, ескортні есмінці охороняли загін лише до Мако, куди він прибув 20 листопада (а вже після виходу до Східнокитайського моря загін був атакований підводним човном, який потопив лінкор «Конго» та есмінець).
8 грудня 1944-го «Кірі» прибув до Маніли, супроводивши сюди конвой з Формози. Невдовзі його залучили до транспортної операції TA, метою якої була доставка підкріплень до затоки Ормок на Лейте (саме на цьому острові висадили перший десант союзників на Філіппінах). 9 грудня «Кірі» разом із двома есмінцями вирушив з Маніли для супроводу конвою TA-9. 11 грудня вціліла після авіанальотів частина конвою розвантажилась на Лейте у Паломпоні, за кілька десятків кілометрів від входу в затоку Ормок, після чого попрямувала назад. 12 грудня під час чергових атак літаків був потоплений есмінець «Юдзукі» і «Кірі» підібрав понад дві сотні моряків. Сам «Кірі» зазнав певних пошкоджень від обстрілу, проте 13 грудня прибув до Маніли.
З 14 грудня 1944 по 8 січня 1945 «Кірі» пройшов з конвоями через Формозу до японського порту Моджі, а 10 січня прибув до Куре на ремонт. Втім, вже 22 січня корабель вийшов для супроводу конвою MOTA-33. Останній прямував на Формозу, проте в певний момент «Кірі» відокремився та рушив до Шанхаю.
Станом на серпень 1945-го «Кірі» перебував у Куре, де й застав капітуляцію Японії. У жовтні 1945-го «Кірі» виключили зі списків ВМФ та призначили для участі в репатріації японців (по завершенні війни з окупованих територій на Японські острови вивезли кілька мільйонів військовослужбовців та цивільних японської національності).

### У складі ВМФ СРСР
29 липня 1947-го «Кірі» передали СРСР, де він був перейменований у «Возрожденний». Проєкт відновлення корабля як повноцінної бойової одиниці в підсумку відхилили, після чого 1948 року він пройшов переобладнання в корабель-ціль та з 17 червня 1949-го був перейменований на «ЦЛ-25». З 3 жовтня 1957-го він став плавучою майстернею «ПМ-65» та слугував нею, простоявши більш як десять років біля причалу на базі Шкотово (чотири десятки кілометрів на північний схід від Владивостока). 20 грудня 1969-го судно виключили зі списків флоту та здали на злам.